# Franz Radakovics
Franz Radakovics (* 1. Oktober 1906 in Wien; † 12. November 1984 ebenda) war ein österreichischer Fußballspieler, der im Jahr 1933 ein Spiel im Nationalteam absolvierte.

## Vereinskarriere
Radakovics begann seine Laufbahn beim Zweitligisten SC Nicholson, ehe er 1927 in die I. Liga zum SK Slovan Wien wechselte, wo er den nach Prag abgewanderten Nationalspieler Franz Czernicky auf der Position des linken Außenläufers ersetzte. Die Favoritner konnten zunächst den Klassenerhalt sichern, stiegen 1929 aber in die Zweitklassigkeit ab. Zwar gelang der sofortige Wiederaufstieg, für die höchste Spielklasse war die Mannschaft jedoch zu schwach und musste nach zwei letzten Plätzen in Folge – zunächst war durch eine Ligareform der Abstieg sistiert worden – wieder den Gang in die Zweitklassigkeit antreten.
Radakovics verließ nach dem Abstieg den Verein und war zunächst eine halbe Saison beim tschechoslowakischen Erstligisten SK Náchod tätig, ehe er nach Österreich zurückkehrte und ein Engagement beim Floridsdorfer AC annahm. Mit den Floridsdorfern konnte sich der Außenläufer im Mittelfeld der Liga etablieren, bevor er 1935 zum Bezirksrivalen SC Austro Fiat Wien wechselte. Mit dem Werksverein gelang auf Anhieb der Sieg in der II. Liga, in den Relegationsspielen unterlag man allerdings dem Post SV Wien. Nachdem im folgenden Jahr der Aufstieg wieder verfehlt wurde, zog Radakovics zum nächsten Floridsdorfer Verein weiter, nämlich zum SK Admira Wien, wo er aber nur eine halbe Saison spielte, bevor er wieder zu Austro Fiat zurückkehrte.
Diesmal gelang der Aufstieg und die Mannschaft, in der Radakovics mittlerweile die Position des Mittelläufers eingenommen hatte, spielte zwei Saisonen unter dem Namen Amateure Fiat in der höchsten Spielklasse. Nach dem Abstieg 1940 folgte die Fusion mit dem FAC, wo der Spieler während der Kriegsjahre auf verschiedenen Positionen – zeitweise auch als Mittelstürmer – tätig war. In der ersten Nachkriegssaison 1945/46 absolvierte er sein letztes Spiel in der höchsten Klasse und war danach noch bis in die frühen 1950er Jahre bei mehreren unterklassigen Vereinen aktiv.

## Nationalmannschaft
Im Oktober 1928 kam Radakovics zu einem Einsatz in der österreichischen B-Nationalmannschaft, als die ungarische B-Elf mit 8:2 geschlagen wurde. Zu einer Einberufung in die A-Mannschaft kam es jedoch lange Zeit nicht, da es auf der Position des linken Läufers mit Karl Schott, Johann Luef, Karl Gall und Walter Nausch erhebliche Konkurrenz gab. Erst als es vor einem Spiel gegen die Ungarn im Oktober 1933 zu Aufstellungsproblemen in der Defensive kam und Nausch in die Verteidigung rückte, kam Radakovics zu seinem ersten und zugleich auch einzigen Einsatz im Nationalteam.

## Erfolge
- 3× österreichischer Zweitligameister: 1930, 1936, 1938
- 1 Spiel für die österreichische Fußballnationalmannschaft: 1933